# Пйова-Массая
Пйова-Массая (італ. Piovà Massaia, п'єм. Piovà) — муніципалітет в Італії, у регіоні П'ємонт, провінція Асті.
Пйова-Массая розташована на відстані близько 510 км на північний захід від Рима, 28 км на схід від Турина, 22 км на північний захід від Асті.
Населення — 637 осіб (2014).
Щорічний фестиваль відбувається 23 квітня. Покровитель — святий Юрій.

## Демографія
Населення за роками:

Станом на 1 січня 2023 року в муніципалітеті офіційно проживало 55 іноземців з 12 країн, серед них 26 громадян країн Євросоюзу.

## Сусідні муніципалітети
- Каприльйо
- Черрето-д'Асті
- Кокконато
- Куніко
- Монтафія
- Монтільйо-Монферрато
- Пассерано-Марморито
- П'єа